# SZK Csihura Szacshere
A Csihura Szacshere (grúz betűkkel საფეხბურთო კლუბი ჩიხურა საჩხერე, magyar átírásban Szapehburto Klubi Csihura Szacshere) grúz labdarúgócsapat. A klub székhelye Szacsherében található, hazai mérkőzéseit a Központi Stadionban játssza. Jelenleg a grúz másodvonalban szerepel.
A klub mindössze egyszer, a 2006–07-es szezonban szerepelt a grúz élvonalban, ahol 12., utolsó helyen zárt, így kiesett.
2017-ben a klub megnyerte a grúz labdarúgó kupát.

## Külső hivatkozások
- Hivatalos oldal Archiválva 2020. október 23-i dátummal a Wayback Machine-ben (grúzul)
- Adatlapja Archiválva 2016. március 4-i dátummal a Wayback Machine-ben a foot.dk-n (grúzul)
- Adatlapja[halott link] a weltfussballarchiv.com-on (angolul)
- Legutóbbi eredményei a Soccerwayen (angolul)